# Axel Sjöblom
Axel Sjöblom (Estocolmo, 17 de dezembro de 1882 — Estocolmo, 10 de outubro de 1951) foi um ginasta sueco que competiu em provas de ginástica artística.
Sjöblom é o detentor de uma medalha olímpica, conquistada na edição britânica, os Jogos de Londres, em 1908. Nesta ocasião, competiu como ginasta na prova coletiva. Ao lado de outros 37 companheiros, conquistou a medalha de ouro, após superar as nações da Noruega e da Finlândia.